# اکینیل
اکینیل (به لاتین: Akinyele) یک سکونتگاه مسکونی در نیجریه است که در ایالت اویو واقع شده‌است.